# Tenaya Lake
Tenaya Lake is een bergmeer in Yosemite National Park, in het oosten van de Amerikaanse staat Californië. Tenaya Lake ligt op 2.484 meter hoogte en bevindt zich tussen de Yosemite Valley en Tuolumne Meadows. Het werd gevormd de Tenaya-gletsjer, die ook Half Dome vorm gaf. Tenaya Lake wordt gevuld met water uit verschillende stroompjes, waaronder de uitstroom van de Cathedral Lakes, Tenaya Creek. Dat is meteen ook de uitstroom van Tenaya Lake en de stroom loopt ten zuidwesten van het meer door de dramatische Tenaya Canyon.

## Bereikbaarheid en toerisme
Het bergmeer is bereikbaar via de Tioga Pass Road (State Route 120), vanuit Lee Vining het oosten of vanuit Crane Flat in het westen, waar de Tioga Pass Road samenkomt met de Big Oak Flat Road die de parktoegang van Big Oak Flat met de Yosemite Valley verbindt. In de winter is de weg doorgaans gesloten.
Tot 1992 was er een kampeerterrein aan de zuidwestelijke oever van het meer.
De omgeving van Tenaya Lake is een populaire wandelbestemming in Yosemite National Park. Er lopen wandelpaden naar de Cathedral Lakes, Clouds Rest, Half Dome en de bodem van de Yosemite Valley.
Vissen is toegestaan met een visvergunning. Er zitten verschillende soorten forel in het meer. Men kan er ook kajakken, kanoën of zeilen, maar er zijn geen scheepshellingen en gemotoriseerde boten zijn verboden. Het is toegelaten te zwemmen in Tenaya Lake, maar het water is er wel erg koud.
Bezienswaardigheden: Bridalveil Fall · Cathedral Lakes · Cathedral Peak · Chilnualna Falls · Clouds Rest · El Capitan · Emerald Pool · Glacier Point · Grand Canyon of the Tuolumne · Grizzly Giant · Half Dome · Hetch Hetchy · Horsetail Fall · John Muir Trail · Mariposa Grove · Merced Grove · Merced River · Mount Conness · Mount Dana · Mount Lyell · Mount Starr King · Nevadawaterval · Ostrander Lake · Pacific Crest Trail · Sentinel Dome · Sentinel Rock · Tenaya Canyon · Tenaya Lake · Tunnel View · Tuolumne Grove · Tuolumne Meadows · Tuolumne River · Vernalwaterval · Wawona Tunnel Tree · Yosemite Valley · Yosemitewaterval

Bebouwing: Ahwahnee Hotel · Badger Pass Ski Area · Camp 4 · Curry Village · Glacier Point Hotel · Housekeeping Camp · LeConte Memorial Lodge · Pioneer Yosemite History Center · Rangers' Club · Parsons Memorial Lodge · Wawona · Wawona Hotel · Yosemite Valley Chapel · Yosemite Valley Lodge · Yosemite Village

Vervoer: SR 41 · SR 120 · SR 140 · Wawona Tunnel · Yosemite Area Regional Transportation System

Personen: Ahwahnechee · Chief Tenaya · Frederick Law Olmsted · Galen Clark · John Conness · John Muir · Sierra Miwok · Stephen Mather · Robert Underwood Johnson